# Rolands Bulders
Rolands Bulders (ur. 12 marca 1965 w Lipawie) – łotewski piłkarz występujący na pozycji napastnika.

## Kariera klubowa
Bulders karierę rozpoczynał w trzecioligowym Liepājas Metalurgs. W 1989 roku spadł z nim do czwartej ligi, a klub zmienił nazwę na Olimpija Lipawa. W 1991 roku został zawodnikiem Pārdaugavy Ryga, grającej w nowo powstałej lidze łotewskiej. W tym samym roku przeszedł do RAF Jelgava, a w następnym wrócił do Olimpiji.
Na początku 1993 roku Bulders został graczem angielskiego Charltonu Athletic z Division Two. Nie rozegrał tam jednak żadnego spotkania i w połowie 1993 roku odszedł do szwedzkiej Kiruny występującej w trzeciej lidze. W tym samym roku awansował z nią jednak do drugiej ligi. Sezon 1995 spędził z kolei w innym drugoligowcu, IK Brage.
Następnie Bulders grał w węgierskim Stadlerze, a także łotewskich drużynach Metalurgs Lipawa oraz FK Ventspils. W 2000 roku zakończył karierę.

## Kariera reprezentacyjna
W reprezentacji Łotwy Bulders zadebiutował 8 kwietnia 1992 w przegranym 0:2 towarzyskim meczu z Rumunią. 21 lutego 1993 w wygranym 2:0 towarzyskim pojedynku z Estonią strzelił swojego pierwszego gola w kadrze.
W latach 1992–1999 w drużynie narodowej rozegrał 33 spotkania i zdobył 3 bramki.